# Henri Konan
Pour les articles homonymes, voir Konan.
Henri Konan est un footballeur international ivoirien né en 1937 et mort le 28 mars 2009. Surnommé « Zabla », il joue au poste de défenseur au Stade d'Abidjan avec qui il remporte la Coupe des clubs champions africains 1966.
Avec l'équipe de Côte d'Ivoire, il est troisième de la Coupe d'Afrique des nations en 1965 et 1968.

## Biographie
Henri Konan joue pour le Stade d'Abidjan dans les années 1960 et remporte avec son club la Coupe des clubs champions africains 1966, le premier titre africain du club.
En équipe nationale, il termine troisième de la Coupe d'Afrique des nations en 1965 et 1968. Il inscrit lors de cette compétition un but, de la victoire quatre à un, en demi-finale face à l'Éthiopie.
Il est un des footballeurs ivoiriens honorés par la Confédération africaine de football lors de son cinquantième anniversaire en 2009.
Henri Konan meurt à l'âge de 72 ans le 28 mars 2009.

## Palmarès
- Vainqueur de la Coupe des clubs champions africains 1966 avec le Stade d'Abidjan.
- Troisième de la Coupe d'Afrique des nations en 1965 et 1968 avec la Côte d'Ivoire.